# Unown
Unown is een Pokémon-soort die voor het eerst verscheen in de spellen Pokémon Gold en Silver. Unown zijn hiërogliefachtige, dunne, zwarte symbolen en zijn meestal te vinden op muren. Er zijn 28 verschillende vormen van Unown, waarvan er 26 zijn gebaseerd op de letters van het alfabet, een vraagteken en een uitroepteken.
De naam Unown is afgeleid van het Engelse woord "unknown", dat "onbekend" betekent. Unown kunnen alleen gebruikmaken van de aanval "Verborgen Kracht". Unown is een Psychic-soort en heeft nr. 201 in de National PokéDex.
De Unown zijn een van de leidende figuren in de derde Pokémonfilm, Pokémon 3: In de greep van Unown.

Er zijn sterke verwijzingen dat de Unown in direct contact staan met de Arceus. De Pokémon die alles heeft geschapen. De Unown zouden het woord van Arceus zijn. Alsook de 1000 handen die Arceus heeft gebruikt om de wereld te schapen. Zoals een letter weinig betekenis heeft totdat een woord gevormd is, zo is een Unown op zijn eigen niet sterk. Maar samen kunnen ze hun geheime krachten ontluiken en zelfs materie creëren. Dit is onder andere in bovenstaande Pokémon film te zien.
De unown leven tussen de verschillende dimensies in en zorgen ervoor dat dimensies niet met elkaar in aanraking komen.
1. ↑  Unown | Pokédex | More at Pokemon.com. www.pokemon.com. Geraadpleegd op 4 oktober 2024.